# Scillichenti
Scillichenti (Sciḍḍichenti in siciliano) è una frazione del comune italiano di Acireale, nella Città metropolitana di Catania (Sicilia). Posta a nord del capoluogo comunale, da cui dista circa 5 chilometri, sulla strada che conduce a Riposto, vicinissima al mare.

## Origini del nome
Secondo la tradizione il nome della località deriverebbe dalla voce verbale siciliana sciḍḍicari ("scivolare"), con riferimento alle rocce laviche che provocavano frequenti cadute agli asini e ai muli che venivano utilizzati per il trasporto dei prodotti agricoli.

## Storia
Il borgo, la cui storia è legata alla fondazione della chiesa, è nato poco più di cento anni fa per ospitare le maestranze che lavoravano nella Riviera dei Limoni. Nel corso del tempo ha cambiato la sua fisionomia tipicamente rurale fino a presentarsi oggi come una località residenziale.

## Monumenti e luoghi d'interesse

### Architetture religiose

#### Chiesa parrocchiale
Dedicata alla Madonna di Pompei, fu edificata nel primo decennio del XX secolo. Aperta al culto nel 1912, venne elevata a parrocchia nel 1932. L'edificio, a tre navate, domina la piazza del paese. La facciata, in pietra bianca, è in stile gotico-romanico e presenta nella parte superiore un rosone di raffinato pittoricismo. Al suo interno troviamo la pregevole tela di San Sebastiano in gloria, attribuita al pittore acese A. Bonaccorsi e il dipinto del pittore Francesco Patanè raffigurante il volto dell'Addolorata. Il pulpito è il monumento più rappresentativo; di forma esagonale, fu progettato dall'ingegner Mariano Grassi e realizzato in pietra di Comiso nel 1936 da artisti siciliani.

#### Chiesa del Calvario
Fu edificata nel 1933. Al suo interno è custodita la vara, opera di autore ignoto, con il corpo piagato di Gesù deposto dalla croce. Alle pareti si notano pitture riconducibili alla Passione.

#### Istituto delle Suore Cappuccine del Sacro Cuore
Fu fondato nella prima metà del secolo scorso da Nicolò Leotta, possidente e benefattore del luogo. È intitolato a Sant'Antonio da Padova.

### Aree naturali
In territorio di Scillichenti è presente una spettacolare grotta di scorrimento lavico, creata in tempi remoti dall'Etna, la cui storia si confonde con la leggenda. Chiamata rutta do scannatu, cioè "grotta dello scannato", è una grande cavità naturale, profonda circa 70 metri, comunicante con vari cunicoli, che, si dice, arrivi fino al mare. Situata in una proprietà privata, non è liberamente accessibile.

## Cultura

### Eventi
- Ottobre - Festa della Santa Patrona Maria SS. del Rosario.
- Giugno - Festa di Sant'Antonio da Padova.
- Agosto - Festa del limone (si svolge in piazza Chiesa e offre ai visitatori la possibilità di assaporare pietanze e dolci a base di limone, con l'allestimento di stand gastronomici e mostre storiche sugli arnesi per la coltivazione di questo agrume).
- Durante l'anno - Sagre nella piazza del paese - Festa della solidarietà - Attività sociali.

## Economia
L'economia si basa sul commercio e l'agrumicoltura. Di importanza locale la produzione di pane condito presso i forni del borgo.